# NGC 5283
NGC 5283 (другие обозначения — UGC 8672, MCG 11-17-7, MK 270, ZWG 317.6, NPM1G +67.0098, PGC 48425) — линзообразная галактика (S0) в созвездии Дракон.
Галактика обладает активным ядром и относится к сейфертовским галактикам типа II
Этот объект входит в число перечисленных в оригинальной редакции «Нового общего каталога».
В галактике вспыхнула сверхновая SN 2005dv типа Ia, её пиковая видимая звездная величина составила 15,0.